# Paju
Paju ist eine Stadt in der Provinz Gyeonggi-do in Südkorea. Die Stadt befindet sich südlich von Panmunjeom am 38. Breitengrad. In der Stadt befinden sich mehrere US-amerikanische und südkoreanische Militärbasen. Man kann vom Berg Dorasan, der sich im Norden von Paju befindet, die nordkoreanische Stadt Kaesong sehen.
Paju hat den Status einer Stadt seit 1997 und war zuvor ein Landkreis (gun).

## Geographie

### Lage
Paju liegt im Nordosten der Provinz Gyeonggi. Die beiden Flüsse Imjin und Han fließen durch die Stadt in Richtung Süden und vereinigen sich etwas südlich der Stadt.

### Nachbargemeinden
Paju grenzt im Westen an Gimpo (Stadt), im Osten an Yangju (Stadt) sowie den Landkreis Yeoncheon, im Süden an Goyang (Stadt) und im Norden an die Demilitarisierte Zone und die Stadt Kaesong (Nordkorea). An klaren Tagen kann man von Paju über die Grenze zur Stadt Kaesong sehen. Paju gehört zudem noch zur großen Metropolregion Seoul (Sudogwon).

## Geschichte

### Prähistorische Besiedlung
Etwa ab dem Neolithikum ist eine Besiedlung der Gegend um die Stadt durch Gruppen von Jägern und Sammlern anzunehmen. Ab etwa 2700 BCE bis etwa um das Jahr 0 wurde Feuer für die Rodung großer Flächen genutzt.

### Gogoryeo, Silla und Goryeo
Namentlich ist Paju erstmals im Jahr 475 als Sul-ihol-hyeon belegt. Im Jahr 757 wurde der Ort in Bongseong-hyeon umbenannt und 1174 in Seowon-hyeon.

### Joseon-Dynastie
In der frühen Joseon-Zeit wird die Verwaltung des Ortes mehrfach geändert.
Unter der Regierung König Sejos wird 1459 Paju erstmals mit dem heute noch verwendeten Namen bezeichnet. Eine weitere Umstrukturierung erfolgt erst wieder 1895 unter König Gojong. Ein zentraler Wirtschaftszweig der Region war die forstwirtschaftliche Verwertung der Kiefernwälder.

### Koreakrieg
Besondere Bedeutung hat Paju für die Frage der Wiedervereinigung Koreas. Hier wurde 1953 in Panmunjom die Waffenstillstandsvereinbarung unterzeichnet. In Paju fanden seitdem auch einige wenige Treffen zwischen der Führung Nordkoreas mit der Regierung Südkoreas statt.

## Verkehr

### Schienenverkehr
Als Hauptbahnhof der Stadt fungiert der Bahnhof Geumjon. Der Bahnhof wurde am 4. April 1906 eröffnet und ist im Zentrum der Stadt, in der Nähe von Rathaus und Polizeistation, gelegen.
Der Bahnhof Paju ist ein Bahnhof der Gyeongui-Linie der staatlichen Bahngesellschaft Korail. Der Name der zugehörigen S-Bahn-Station ist Doowon University. Der Bahnhof liegt etwas außerhalb des Zentrums.
Paju hat mit dem Bahnhof Dorasan zudem einen der nördlichsten Bahnhöfe Koreas, an dem die Gyeongui-Linie endet. Im Fall einer Wiedervereinigung wäre dieser Bahnhof eine Station auf der Hauptverbindung nach Nordkorea. 2024 wurden die noch vorhandenen Gleise durch Nordkorea zerstört. Das Schienennetz nach Norden wurde zuvor von der Nordkoreanischen Bahn betrieben, wenn auch kein regelmäßiger Fahrplan bestand. Die Verbindung wurde seit 2007 mehrfach geöffnet und wieder geschlossen und wurde vorrangig für den Warentransport nach Kaesong genutzt. Von Süden wird die Station von Touristen, die die DMZ besuchen, angefahren.

### Straßenverkehr
Paju ist Endpunkt der Autobahn Nummer 1, die auf eine bereits während der Joseonzeit genutzte Straße zurückgeht und sich daher im ursprünglichen Verlauf weiter in den Norden erstreckte. Paju liegt zudem an der Expressstrecke Paju-Pyeongtaek (Routennummer 17), die im Fall einer Wiedervereinigung Nord- und Südkorea verbinden soll. Die Autobahn Nummer 23 führt von Paju nach Seoul. Die Autobahn 77, die zugleich die Längste des Landes ist, erstreckt sich direkt bis nach Busan.

## Partnerstädte
Paju ist mit folgenden Städten im Ausland verpartnert:
- Cuenca, Kastilien-La Mancha, Spanien
- Eskişehir, Türkei
- Toowoomba, Queensland, Australien
- Stellenbosch, Westkap, Südafrika[15]
- Hadano, Japan
- Sasebo, Japan
- Jinzhou, China
- Coquitlam, Kanada
- Rancagua, Chile

Darüber hinaus unterhält Paju mit folgenden Städten im Inland eine Partnerbeziehung:
- Gangnam-gu, Seoul
- Gangbuk-gu, Seoul
- Gwangyang-si, Jeollanam-do
- Dong-gu, Metropolregion Gwangju
- Gangneung

## Söhne und Töchter der Stadt
- Cho Young-jeung (* 1958), Fußballspieler und -trainer
- Kim Yong-se (* 1960), Fußballspieler
- Byun Byung-joo (* 1961), Fußballspieler
- Choi In-young (* 1962), Fußballspieler
- Ahn Jung-hwan (* 1976), Fußballspieler
- Cho Jae-jin (* 1981), Fußballspieler
- Kim Jeong-seob (* 2005), Sänger